# Коста-Кастело (Порденоне)
Коста-Кастело је насеље у Италији у округу Порденоне, региону Фурланија-Јулијска крајина.
Према процени из 2011. у насељу је живело 79 становника. Насеље се налази на надморској висини од 228 м.